# 格蘭比 (康乃狄克州)
格蘭比（英語：Granby）是一個位於美國康乃狄克州哈特福縣的城鎮。

## 地理
格蘭比的座標為41°57′44″N 72°50′22″W / 41.96222°N 72.83944°W，而該地的平均海拔高度為167米（即550英尺）。

## 人口
根據2010年美國人口普查的數據，格蘭比的面積為105.70平方千米，當中陸地面積為105.30平方千米，而水域面積為0.40平方千米。當地共有人口11282人，而人口密度為每平方千米106人。